# Enrique Cáceres
Enrique Patricio Cáceres Villafañe (1974. március 20. –) paraguayi nemzetközi labdarúgó-játékvezető.